# Ruscismo

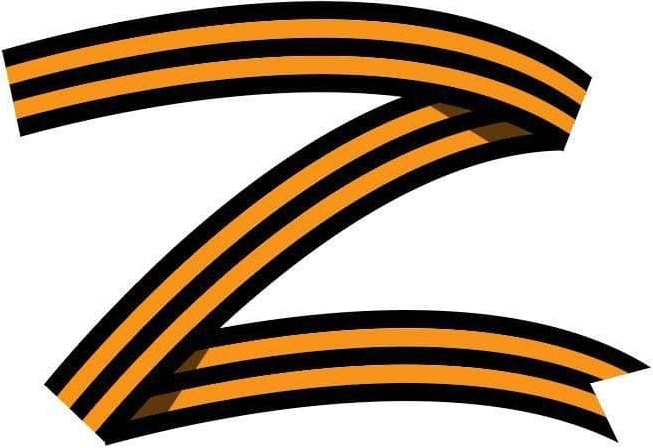
Una combinación de la cinta de San Jorge y la letra Z, ambas asociadas al Ruscismo. La combinación de ambas se ha comparado con la esvástica nazi, también rebautizada como Zwastika.

«Ruscismo» (en inglés: Rashism o Ruscism) o fascismo ruso es la adaptación del término ruso y ucraniano «Рашизм», derivado de la pronunciación ucraniana, rusa e inglesa de «Rusia» y «fascismo» y adaptado en círculos académicos y políticos para describir la ideología política y las prácticas sociales de las autoridades rusas durante el mandato de Vladímir Putin. También se ha utilizado para denotar la política militar expansionista de Rusia, o como una etiqueta para describir un régimen autoritario caracterizado por el ultranacionalismo y el culto a la personalidad. Estas características se basan en las ideas en torno a la «misión civilizadora especial» de Rusia, tales como la concepción de Moscú como la tercera Roma y el expansionismo, que se manifiesta en un sentimiento antioccidental y apoya la reconquista de las antiguas tierras imperiales.
El uso del término se remonta por lo menos a 1995, cuando se utilizó en el contexto de la primera guerra chechena, pero adquirió una mayor notoriedad internacional tras la invasión rusa de Ucrania de 2022.
El 2 de mayo de 2023, la Rada Suprema de Ucrania aprobó una declaración en la que se designa la ideología del actual régimen de Rusia como ruscismo y se condenan sus fundamentos ideológicos y prácticas sociales como totalitarios y de incitación al odio.
Con el mismo fin se emplean también otros términos de construcción similar, sea en forma de acrónimo, como «rusismo» (en ruso: русизм), o no, como «fascismo ruso» (en ruso: русский фашизм), «rusofascismo» y «esquizofascismo».

## Historia del uso

### Guerras Chechenas
Bajo la forma «rusismo» (русизм), el término fue popularizado, descrito y profusamente utilizado en 1995 por el presidente de la Ichkeria, Estado checheno no reconocido, Dzhojar Dudáyev, quien vio la acción militar de Rusia en Chechenia como una manifestación de una creciente ideología de ultraderecha. En palabras de Dudáyev, el rusismo es:

una variedad de ideología del odio que está basada en el chovinismo de la Gran Rusia, la falta de espíritu y la inmoralidad. Se diferencia de las formas más conocidas de fascismo, racismo y nacionalismo por una crueldad más intensa, tanto hacia el hombre como hacia la naturaleza. Su principio de acción es la destrucción de todo y de todos, la táctica de la tierra quemada. Se distingue por una forma esquizofrénica de manía por la dominación mundial. Poseedor de una psicología esclava, parasita la historia inventada, los territorios ocupados y los pueblos oprimidos. El rusismo se caracteriza por un constante terrorismo político jurídico-legal e ideológico.

El término fue posteriormente usado por el siguiente presidente de Ichkéria, Aslán Masjádov, quien, en una columna en el portal de noticias checheno Kavkaz Center, consideró al Ruscismo como una variante del fascismo, pero más peligroso que el propio fascismo y que ha existido durante los últimos 200 años. Este portal de noticias publicó de forma regular, entre 2003 y 2016, más de 150 artículos bajo una columna titulada "Ruscismo".

### Guerra ruso-georgiana
La forma «ruscismo» (рашизм) se popularizó en contextos informales en 2008, durante la guerra ruso-georgiana.

### Guerra Ruso-Ucraniana
Su popularidad en los medios de masas ucranianos creció tras la anexión rusa de la península de Crimea, el derribo de un Boeing 777 cerca de Donetsk y el estallido de la guerra ruso-ucraniana en 2014, en buena parte gracias a la canción en lengua rusa ¡Esto, nena, es el ruscismo! (Это, детка, рашизм) del compositor y cantautor ucraniano Borís Sevastiánov.

El Comité de la Rada Suprema de Políticas Humanitarias y de Información apoya la iniciativa por parte de científicos, periodistas y científicos políticos ucranianos, así como toda la sociedad civil, para reconocer y promover el término "ruscismo" a niveles tanto nacionales como internacionales.
Con la Invasión rusa de Ucrania de 2022, los térmimos "ruscismo" y "ruscista" ya se habían vuelto comunes entre las élites políticas y militares de Ucrania, así como entre sus periodistas, influencers y blogueros, entre otros.. Por ejemplo, Oleksiy Danilov, Secretario del Consejo de Defensa y Seguridad Nacional de Ucrania, activamente advoca por el uso de la palabra para referir al fascismo de Vladímir Putin para describir la agresión contra Ucrania. También ha indicado que el ruscismo es mucho peor que el fascismo. 

Hoy, quisiera pedir a todos los periodistas que usen la palabra "Ruscismo", porque este es un nuevo fenómeno en la Historia mundial que el Sr. Putin ha hecho con su país - los Ruscistas modernos que no son muy diferente de los fascistas. Explicaré por qué: porque antes no había tal ocasión de destruir ciudades con tantas bombas aéreas, con tal equipo, no había tal fuerza. Ahora hay absolutamente otras capacidades y la forma que la usan es tan inhumana.
Oleksiy Danilov.

El 22 de abril de 2022 el historiador Timothy Snyder publicó un artículo en New York Times Magazine en el que describe cómo la invasión rusa generó el término «рашизм», que traduce del ucraniano al inglés como "ruscism" (y de ahí al español se traduciría como "ruscismo"). Este término combinaría elementos del ultranacionalismo ruso y fascismo que describirían la política del Estado ruso y el reflejo de ésta con las recientemente descubiertas masacres perpetradas durante la ocupación de territorios ucranianos, como con la masacre de Bucha. 
Al día siguiente, el 23 de abril de 2022, el presidente de Ucrania Volodímir Zelenski indicó que el nuevo concepto llamado "ruscismo" estará en los libros de historia:

Este país tendrá una palabra en nuestros libros de texto que nadie ha inventado, que todo el mundo repite en Ucrania y en Europa - "ruscismo". No es meramente coincidencia que todo el mundo dice que esto es ruscismo. La palabra es nueva, pero las acciones son las mismas que hace 80 años en Europa. Porque por todos estos 80 años, si analizas nuestro continente, verás que no hay barbarismo como este. Así el concepto de ruscismo entrará en los libros de Historia, estará en Wikipedia, [se estudiará] en las aulas. Y los niños pequeños se levantarán y responderán a sus profesores cuándo empezó el ruscismo, en qué tierra, y quién ganó la lucha por la libertad contra este terrible concepto
Volodímir Zelenski

El 2 de mayo de 2023 la Rada Suprema oficialmente reconoció el ruscismo como la ideología de Estado de Rusia . Según la definición de la Rada, el ruscismo es "militarismo, culto a la personalidad de líder y la sacristía de las instituciones del Estado, la auto-glorificación de la Federación Rusa a través de opresión violenta y/o la negación de otras etnicidades, la imposición de la lengua y la cultura rusa en otras personas, la propaganda de la doctrina del «mundo ruso», violaciones sistémicas de normas y principios del Derecho Internacional, derechos soberanos de otros países, su integridad territorial, y sus fronteras reconocidas internacionalmente". 
El 22 de mayo de 2023, la Asamblea Parlamentaria de la OTAN usó oficialmente el término ruscismo ("Russism") para describir la ideología y prácticas de Rusia en su Declaración 482, artículo 20   Actualmente este término es usado ampliamente en varias actividades antiguerra, como por ejemplo en el manifiesto "Stop Ruscismo".